# 岩田ゆい
岩田 ゆい（いわた ゆい、1991年9月8日 - ）は、日本のアイドル、女優。
北海道出身。

## 来歴
2006年、姉の岩田麻衣が既に芸能活動を始めていた関係で同じキリンプロに所属し、芸能活動を開始。
2007年、上京、グラビアアイドルとしての活動を開始。東京では、姉の岩田麻衣・同事務所の秋山莉奈と同居(2008年8月より事情により一時実家に帰郷中)。
2008年、映画『トラ・コネ』で映画初出演・初ヒロイン役で女優デビューを飾る。週刊少年チャンピオンマスコットガール選手権において準グランプリを受賞。
2009年、ミスモバゲーグランプリ'09において審査員特別賞を受賞。

## 出演

### 映画
- 「トラ・コネ 〜Triangle Connection〜」マリア役 (2008年)
- 「平凡ポンチ」よこすかさん役 (2008年)
- 「天然華汁さやか」綾川凛役 (2009年)

### テレビ
- 中居正広の金曜日のスマたちへ (2006年・TBS)
- 24時間テレビ (2006年・日本テレビ)
- 仮面ライダーカブト (2006年・テレビ朝日)
- ザ・ワイド (2007年・日本テレビ)
- 踊る!さんま御殿!! (2007年・日本テレビ)
- 太田光の私が総理大臣になったら…秘書田中。 (2007年・日本テレビ)
- 恋愛診断〜サヨナラのメロディ〜 (2007年・テレビ東京)
- 24のひとみ (2007年・TBS)
- 週刊少年チャンピオンマスコットガールズ (2008年・エンタ!371)
- アイドル選手権Push★1 (2009年・BSフジ)
- 続週刊少年チャンピオンマスコットガールズ (2009年・エンタ!371)

### DVD
- ゆいの夏休み (2007年・アクアハウス)
- Peach Pie (2008年・MS2)
- Lovin' YUI (2008年・フォーサイド・ドットコム)
- JUICY (2008年・MS2)